# سیدآباد (باغ‌ملک)
سیدآباد روستایی در دهستان هپرو بخش مرکزی شهرستان باغ‌ملک استان خوزستان ایران است.

## جمعیت
بر پایه سرشماری عمومی نفوس و مسکن در سال ۱۳۹۵ جمعیت این روستا ۲۳ نفر (۴خانوار) بوده‌است.